# NN-57
La carretera NN‑57 es una vía colectora secundaria ubicada en el municipio de Ticuantepe, en el departamento de Managua. Aunque la longitud exacta no está disponible, se encuentra registrada en la Red Vial Nacional del MTI.

## Trazado y cruces
| km  | Localidad                    | Departamento | Conexión / Ruta |
| --- | ---------------------------- | ------------ | --------------- |
| 0,0 | Ticuantepe                   | Managua      | NN 56 · NIC 12  |
| —   | Ruta interna urbana          | Managua      | —               |
| —   | Límite Ticuantepe–El Crucero | Managua      | Fin de la ruta  |